# Horben

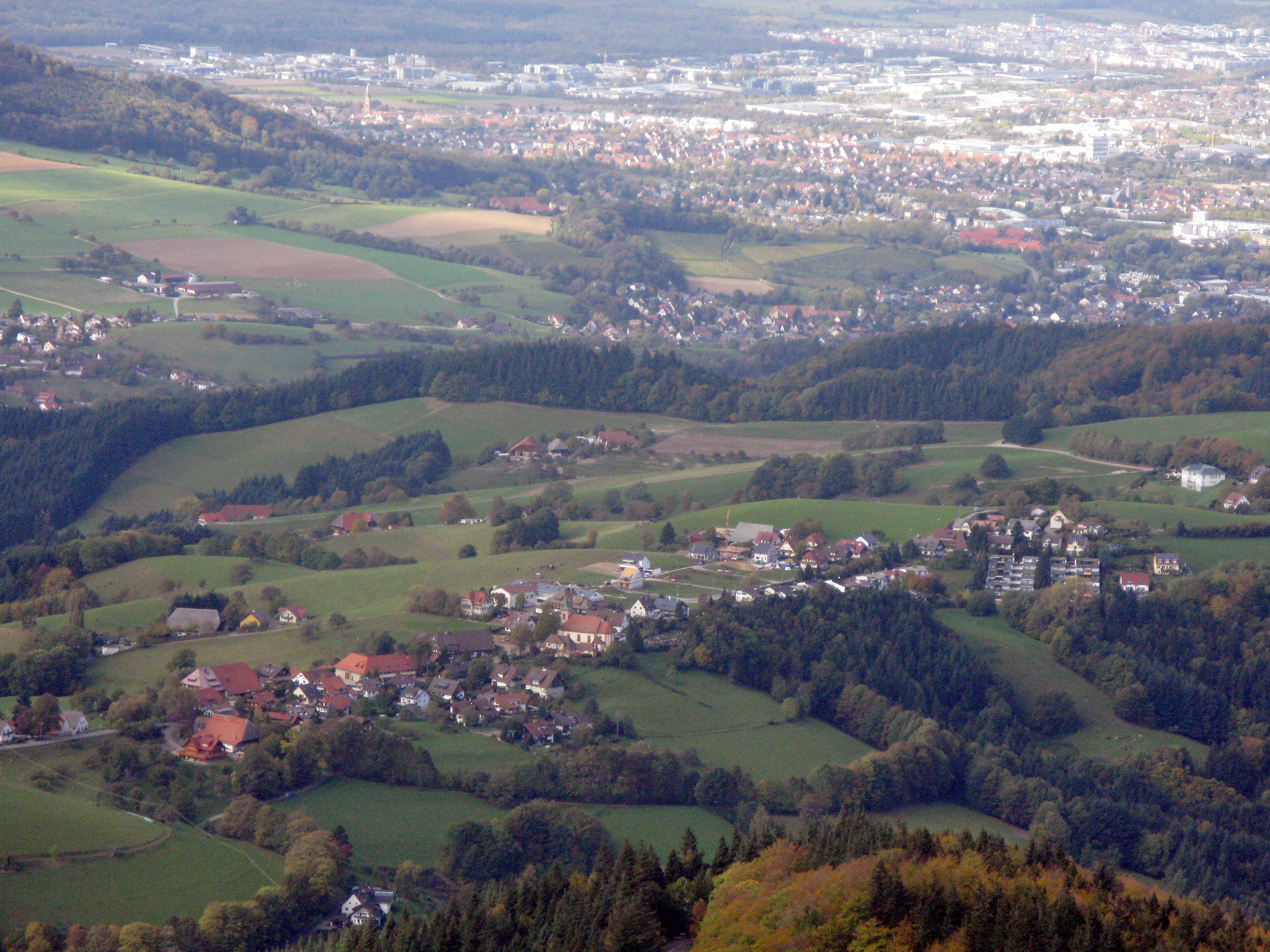
Horben (Vordergrund) vom Schauinsland aus, dahinter Merzhausen, im Hintergrund Freiburg im Breisgau

Horben ist eine Gemeinde und ein Dorf im Landkreis Breisgau-Hochschwarzwald in Baden-Württemberg in direkter Nachbarschaft zur Stadt Freiburg im Breisgau am Fuße des Schauinslands.

## Geographie

### Lage
Horben im Naturpark Südschwarzwald grenzt südlich an Freiburg und liegt östlich des Hexentals auf einem Hochplateau am Westhang des Schauinsland-Massivs zwischen dem Illenberg (642 m) und der Eduardshöhe (859 m, benannt nach Eduard Fauler, dem früheren Bürgermeister von Freiburg). In Horben entspringen der Bohrer-Bach (so genannt nach dem früher dort ausgeübten Handwerk der Deichelbohrer, im weiteren Verlauf ab Günterstal: Hölderlebach), und der Selzenbach. Der Oberlauf dieser Bäche und der gleichnamigen Täler gehört zur Gemarkung, die dort bis auf etwa 400 m Höhe abfällt.
Von Horben bietet sich ein weiter Rundumblick auf den Schauinsland, den Schönberg, über die Rheinebene, auf den Kaiserstuhl, die Vogesen und die Stadt Freiburg. Das Orts- und Landschaftsbild von Horben, das in einem gleichnamigen Landschaftsschutzgebiet liegt, ist weitgehend von Schwarzwaldhöfen geprägt. Aufgrund der Nähe zur Stadt Freiburg sind in den Ortsteilen Dorf, Langackern und Bohrer Neubaugebiete entstanden.

### Gemeindegliederung
Zur Gemeinde gehören die Weiler Bohrer, Katzental, Langackern und Münzenried mit Gerstenhalm.

### Nachbargemeinden
Nachbargemeinden sind die Stadt Freiburg im Breisgau (Ortsteil Günterstal) sowie die Gemeinden Au, Wittnau, Sölden und Sankt Ulrich im Schwarzwald.

### Klima
Die Jahresmitteltemperatur liegt in der Vorbergzone des Schwarzwaldes bei etwas über 9 Grad Celsius, die Niederschlagsmengen erreichen im Jahresmittel Werte zwischen 900 und 950 mm, in den Höhenlagen bis zu 1200 mm.

## Geschichte

### Mittelalter
Wahrscheinlich wurde Horben von Merzhausen aus besiedelt. Die Gemarkung Horben gehörte ursprünglich zum Zehntbezirk der Pfarrkirche Wittnau, die ihrerseits zur Herrschaft des Klosters St. Gallen gehörte. Zu Anfang des 12. Jahrhunderts erscheint in Breisgauer Urkunden ein edelfreies Geschlecht, das sich Herren von Horwen nennt und das enge Beziehungen zur Abtei St. Gallen hatte. Sie sollen eine Burg auf dem Horber Berg (diese Bezeichnung wurde im 14. Jahrhundert üblich) besessen haben, bevor sie auf der anderen Seite des Bohrertals die Burg Kybfelsen und das Kloster Günterstal gründeten. Im Jahre 1265 wird die villa Horven als Ausstellungsort einer Urkunde erwähnt. Eigentümer bzw. Inhaber von Herrschaftsrechten in Horben waren als Rechtsnachfolger der Zähringer die Grafen von Freiburg sowie die Familien von Munzingen, die Herren von Falkenstein, die Snewlin, die Sickingen, die Herren von Pfirt, die Küchlin und die Neveu. Wirtschaftlich spielte der Bergbau am Schauinsland und die Forstwirtschaft eine große Rolle. Im Bohrertal betrieb man die Flößerei und das Handwerk der Deichelbohrer. Im Jahre 1525 bestand Horben aus 24 Höfen in Streulage, drei Witwenhäusern und einem Waisenhaus.

### Neuzeit
1582 erwarb die Stadt Freiburg den größten Teil der Herrschaftsrechte. Die älteste bekannte Dorfordnung stammt von 1586. Horben wehrte sich bis in die heutige Zeit erfolgreich gegen die Eingemeindung nach Freiburg, konnte aber nicht verhindern, dass der wald- und erzreiche Osthang des Bohrertals unter die Herrschaft der Stadt kam. In Horben wohnten einige Bergleute, die in den Bergwerken des Schauinsland (auch Erzkasten genannt) arbeiteten. Die dortigen Wälder wurden damals von den Bewohnern auch als Waldweide genutzt, was zu Streitigkeiten mit der den Wald besitzenden Stadt Freiburg führte. Auch der Horber Berg wurde durch umherziehende Soldaten der Schlacht bei Freiburg im Breisgau im Dreißigjährigen Krieg völlig ausgeraubt. 1645 soll auch in Horben kein Stück Vieh mehr vorhanden gewesen sein. Zur Rekultivierung siedelte die Stadt Freiburg im Bohrertal neue Höfe an, die sich aber nur bis Mitte des 19. Jahrhunderts halten konnten. Kaiser Joseph II. hob 1784 die Pflicht zu Frondiensten auf.
Horben lag an der – bis zum Bau der Notschrei-Straße 1848 – einzigen Verbindung von Freiburg ins Wiesental, die über die Halde, Muggenbrunn, Aftersteg nach Todtnau führte und die im Winter oft unzugänglich war. Hinauf nach Horben mussten 500 bis 600 Höhenmeter überwunden werden und in die andere Richtung nach Todtnau 500 m talabwärts. Dieser Weg konnte überhaupt nur mit Saumpferden und zweirädrigen Handkarren bewältigt werden. So zogen im Januar 1814 im Zuge der Befreiungskriege gegen Napoléon russische Truppen von Freiburg durch Horben ins Wiesental, um bei Basel den Rhein nach Frankreich zu überschreiten. 1838 ritt der spätere Kaiser der Franzosen Napoleon III., der bekanntlich im Exil in Schloss Arenenberg am Bodensee aufgewachsen und bis 1838 beheimatet war, mit zwei Adjutanten auf dem Weg durch das Dorf, wobei er in Horben abwarten musste, bis ein Leichenzug beendigt war. Wahrscheinlich wählte er diesen beschwerlichen Weg auf der Flucht nach London, weil Frankreich damals seine Auslieferung durch die Schweiz betrieb.

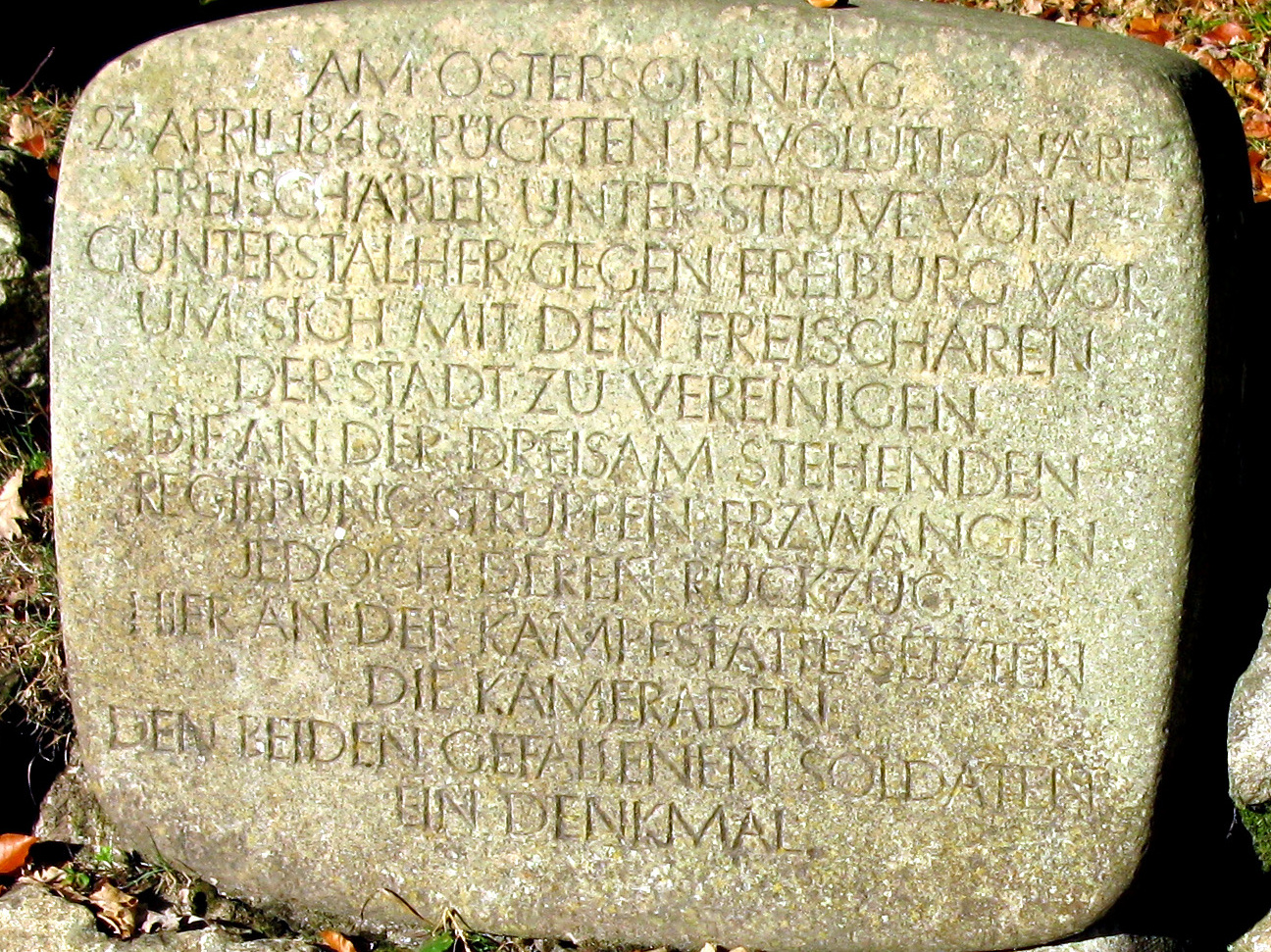
Gedenkstein am Jägerbrunnen in Freiburg-Günterstal

Ebenfalls vom Wiesental zogen in der Badischen Revolution von 1848/49 die Aufständischen durch Horben. Horben war die Operationsbasis Franz Sigels. Hier traf seine Vorhut unter Gustav Struve auf eine Abordnung aus Freiburg unter der Führung des Studenten Mors, der berichtete, dass sich die Stadt am 22. April 1848 auf die Seite der Aufständischen geschlagen habe und auf die Freischaren Sigels warte. Entgegen dem ausdrücklichen Befehl Sigels rückte Struve mit seinen 400 Mann über Günterstal hinaus auf den Talausgang beim heutigen Sternwaldeck vor. Dort traf die Schar auf badische Truppen. Die Hoffnung Struves auf ein Überlaufen der Soldaten trog. Es gab ein kurzes Gefecht bei Günterstal, die Freischärler wurden in die Flucht geschlagen und bis hinter Günterstal verfolgt. In dem Gefecht am Ostersonntag fielen etwa 20 Freischärler sowie drei Soldaten. Zweien davon setzten Kameraden am Jägerbrunnen ein Denkmal, das noch besteht.
Seit 2020 gibt es den vom Schwarzwaldverein beschilderten Weg der Revolutionäre von Horben nach Freiburg. Er ist Teil der Wanderrouten Deutsche Revolution in Baden 1848/49, die von der Landeszentrale für politische Bildung Baden-Württemberg bereits 1998 markiert wurden.

### 20. Jahrhundert
Nachdem der dörfliche Charakter von Horben bis Ende des 19. Jahrhunderts unberührt geblieben war, kamen ab der Jahrhundertwende die ersten Neubauten hinzu. Vorausgegangen war 1895/96 der Ausbau des Holzabfuhrweges vom Bohrertal über die Holzschlägermatte zum Schauinsland für den beginnenden motorisierten Verkehr. Der Talgrund des Bohrertals gehört zur Gemarkung von Horben; dort wurde der Start des ab 1925 durchgeführten Schauinsland-Rennens angelegt, zunächst am Beginn der Großmatte, später am Friedrichshof. Der Bau der Talstation der Schauinslandbahn 1930, die auf Horbener Gemarkung liegt, während der Schauinslandgipfel zum Stadtgebiet gehört, führte erneut zu einem vergeblichen Eingemeindungsversuch der Stadt Freiburg.
Im Zweiten Weltkrieg wurden, nach Erzählung von Berta Buttenmüller, alle vier Schulklassen in einem Klassenzimmer unterrichtet und alle Pferde eingezogen. Ersatzweise wurden – da es noch keine Traktoren in Horben gab – Ochsen, Jungbullen und sogar Kühe eingesetzt. Damals wurden in Horben viele Kartoffeln angebaut. Kriegsgefangene halfen und Städter stärkten sich – teilweise auch ohne Einverständnis der Bauern – in der Landwirtschaft. Im Unterschied zur verheerenden Bombardierung der Stadt Freiburg, erfolgte nur ein Bombenabwurf von Au über die Luisenhöhe bis hinunter in das Bohrertal, der aber keinen größeren Schaden anrichtete. Nach dem Krieg durchsuchten und plünderten die französischen Besatzungstruppen die Häuser in Horben. Auch fanden Flüchtlinge im Dorf ihre zweite Heimat.
Mit zunehmendem Wohlstand stieg der Siedlungsdruck von Freiburg und in Horben-Dorf, Bohrer und Langackern entstanden größere Neubaugebiete, die sich jedoch in die Landschaft einfügen.

## Politik

### Verwaltungsgemeinschaft
Horben gehört der Verwaltungsgemeinschaft Hexental an.

### Gemeinderat

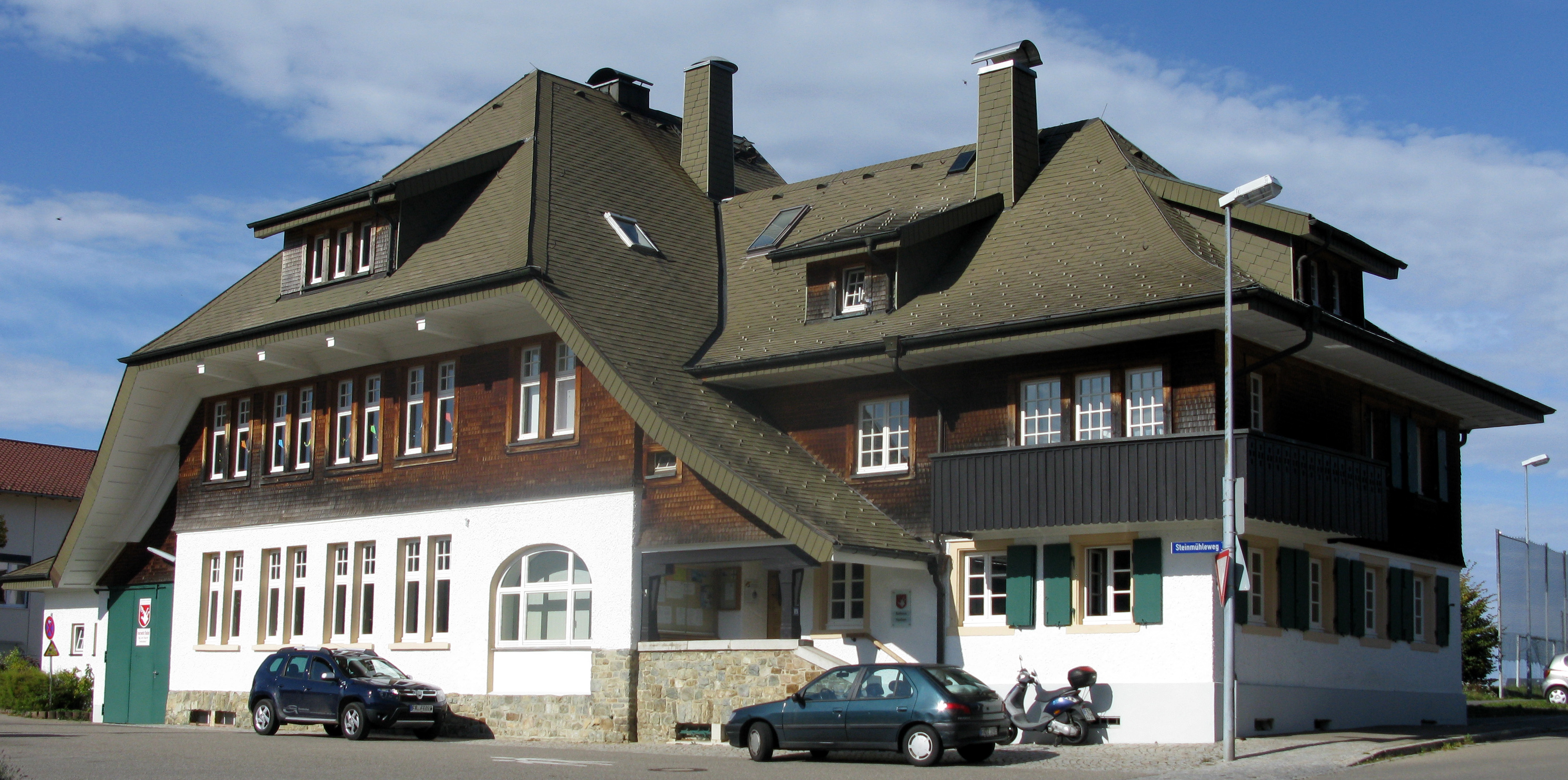
Rathaus Horben

Die Kommunalwahl am 9. Juni 2024 führte bei einer Wahlbeteiligung von 81,3 % (2019: 77,9 %) zu folgendem Ergebnis:
| Liste                    | Anteil | Sitze |
| Freie Wählervereinigung  | 24,7 % | 2     |
| Liste Horben             | 46,9 % | 5     |
| Unabhängiges Bürgerforum | 12,5 % | 1     |
| Mehr Demokratie wagen    | 15,9 % | 2     |

### Bürgermeister
Der ehrenamtlich tätige Bürgermeister wird alle acht Jahre direkt gewählt. Seit 1. März 2019 bekleidet der Staatsanwalt Benjamin Bröcker (Bündnis 90/Die Grünen) dieses Amt.

## Dorfkirche St. Agatha

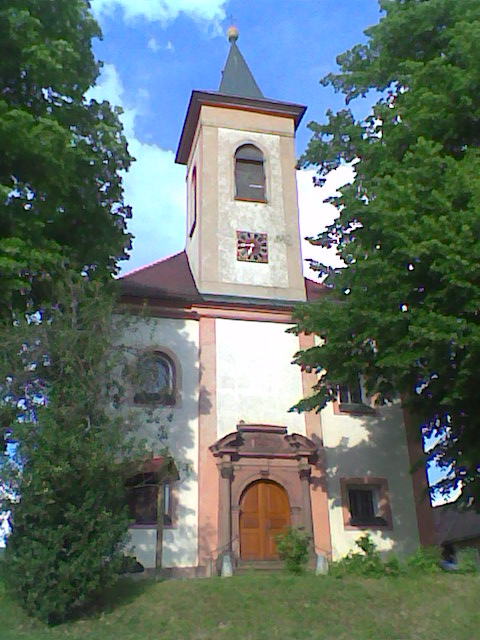
Pfarrkirche St. Agatha

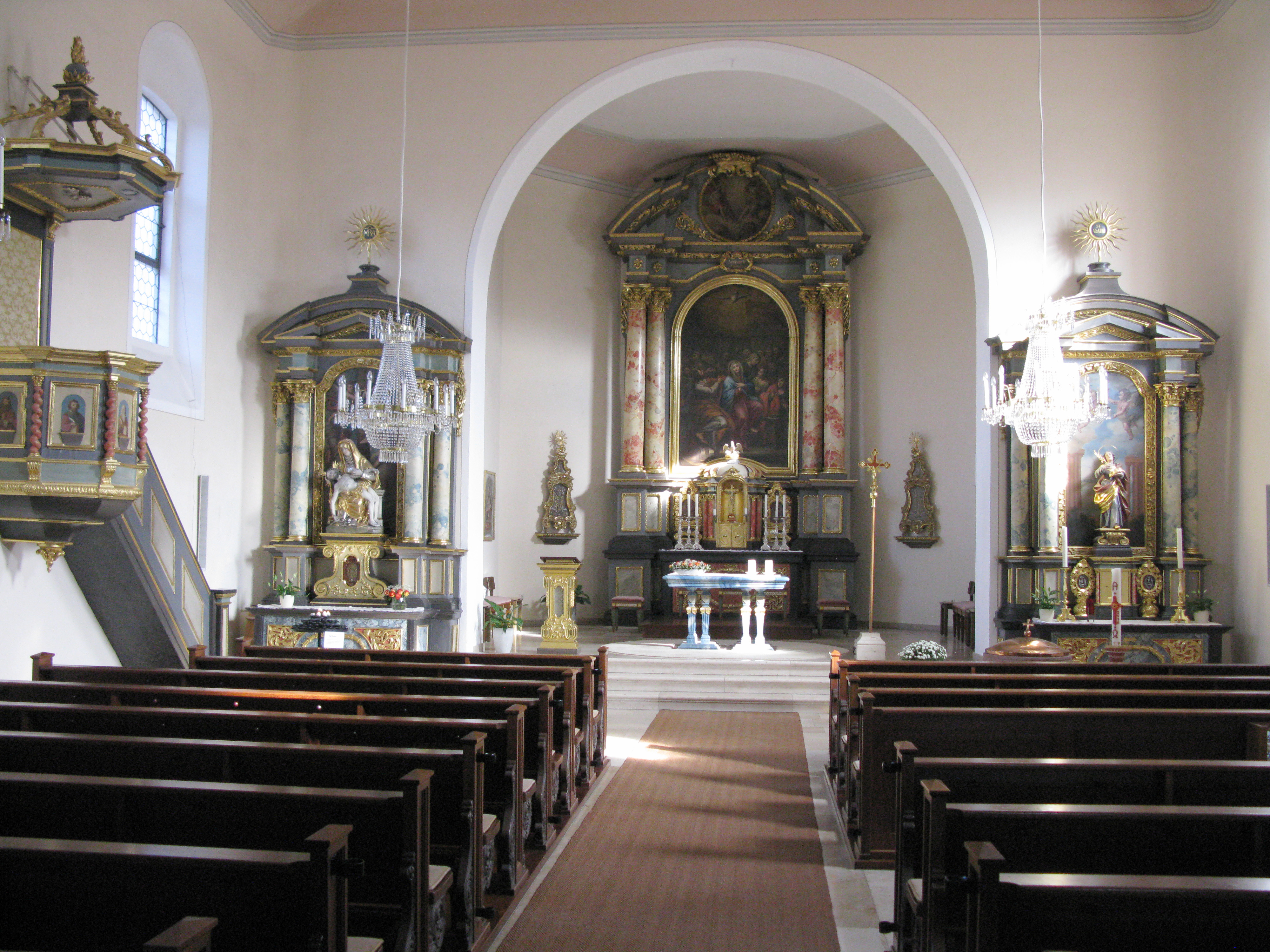
Dorfkirche St. Agatha, Innenraum

Im Dorfmittelpunkt von Horben steht die katholische Pfarrkirche St. Agatha. Sie wurde 1792 anstelle einer früheren Kapelle in exponierter Lage auf der Hangkante zum Bohrertal errichtet, als das Dorf im Rahmen des Josephinismus erstmals eine eigenständige Pfarrei wurde. Das barocke Portal wurde bereits im Jahr 1703 von Johann Adam Wissen für die frühere Freiburger Heiliggeistspitalkirche geschaffen, die jahrhundertelang dort an der Ecke der Kaiser-Joseph-Straße zur Münsterstraße gestanden hatte und 1805/06 aufgehoben wurde. Im Giebelfeld erinnert die Heilig-Geist-Taube daran. Auch die Innenausstattung wurde erst 1823 von dort nach Horben versetzt, ist aber ebenfalls deutlich älter. Am barocken Hochaltar in warmen Blaugrau- und Rottönen ist ein Altarbild des Waldkircher Malers Johannes Winterer angebracht, welches das Pfingstwunder darstellt. Der rechte Seitenaltar stellt die Patronin St. Agatha dar, der linke ist der Mutter Gottes geweiht. Ebenfalls aus der Kirche des Heilig-Geist-Spitals in Freiburg stammt die Glocke von 1751 mit dem Namen ihres Stifters Johann Friedrich Fridolin von Kageneck. Die Orgel – erbaut 1812 durch Nikolaus Schuble (1770–1816) aus Pfaffenweiler – weist von diesem Meister neben dem historischen Prospekt (Orgel) die einzigen erhaltenen Register auf. Die Kirche ist im Originalzustand erhalten, frisch renoviert und wird auch als Hochzeitskirche genutzt. Daneben befinden sich das Pfarrhaus von 1791 und der Friedhof mit Blick in das Bohrertal.

## Historische Gebäude
Unweit der Kirche steht der Gasthof Zum Raben (erstmals erwähnt 1604, jetziger Bau von 1805). Der Gasthof spielte früher wegen des steilen Weges zum Schauinsland und nach Todtnau eine wichtige Rolle. Wie es dort im Jahre 1772 zuging, schildert ein Beschwerdebrief: „Der Wirt erwiderte, dass er mit Essen nicht versehen wäre, auch einen Bissen Brot nicht im Hause hätte... Meine Tochter verlangte darauf das Nachtlager... Allen Einwänden zum Trotz mussten sie in einem Bett zusammenschlafen. Nach einer Stunde kam dann auch noch der Wirtsknecht in die gleiche Kammer und legte sich in ein... daran anstoßendes Bett“. Heute dagegen bietet der Raben allen Komfort für Familienfeiern und gepflegtes Essen, er hat nach sorgsamer Modernisierung seinen Charakter eines alten Dorfgasthofs behalten. Das Rathaus, 1912/13 als Schulhaus im Schwarzwaldstil errichtet, rundet das Dorfzentrum ab.
Im Ortsteil Langackern befindet sich an der Abzweigung der Straße in das Selzental das Althäusle. Es ist, wie der Name sagt, ein bereits um 1600 erbautes Leibgedinghaus im Schwarzwaldstil. Bei ihm steht ein aus Stein gehauenes Wegkreuz. In der Nachbarschaft lag das Hotel Luisenhöhe (benannt nach der badischen Großherzogin, geborene Prinzessin Luise von Preußen). 1896 erbaut und nach Brand 1906 wieder errichtet, prägte es durch seine weithin sichtbare Aussichtslage das Ortsbild. Seit 2011 stand es leer und wurde wegen veralteter Bausubstanz abgerissen. Der Neubau eines Gesundheitsresorts an gleicher Stelle begann 2019, das Richtfest konnte im September 2021 gefeiert werden. Das Soft-Opening fand am 3. August 2023 statt. Vor Ort umstritten ist der geplante Neubau von Wohnhäusern für das Hotelpersonal auf einer bisher unbebauten Wiese. Ein angestrebtes Bürgerbegehren dagegen scheiterte jedoch, da der Verwaltungsgerichtshof in zweiter Instanz die Unzulässigkeit bestätigte.
Im Ortsteil Bohrer befindet sich die Talstation der Schauinslandbahn sowie (in Privatbesitz) der Friedrichshof (ehemaliges Hotel, benannt nach Friedrich I.) und die Villa Küchlin, beide 1896 bzw. 1923 erbaut durch Karl Küchlin, letztere entworfen durch den Kunstprofessor und Architekten Max Laeuger.

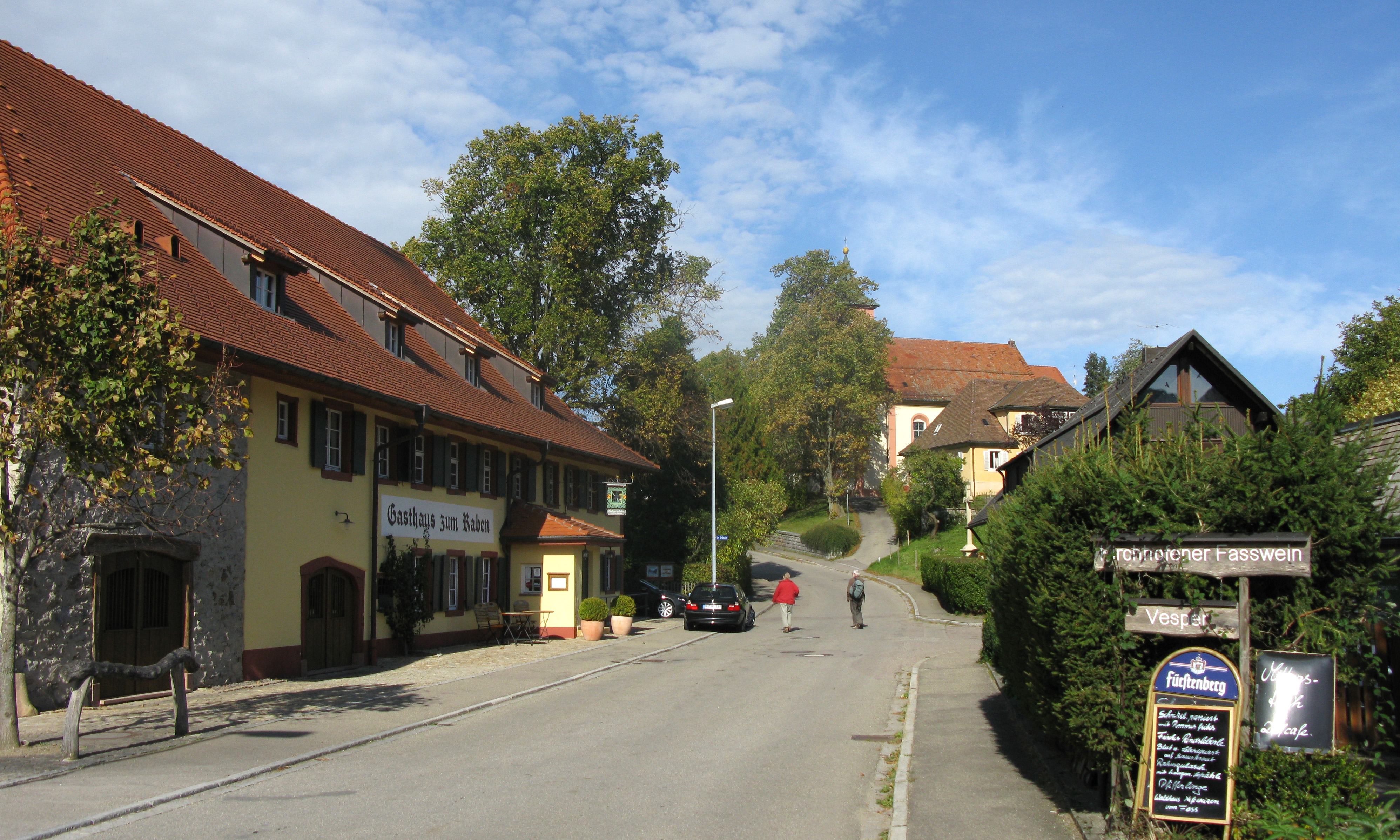
Dorfstraße mit Gasthof Raben (links) und Dorfcafé (rechts)
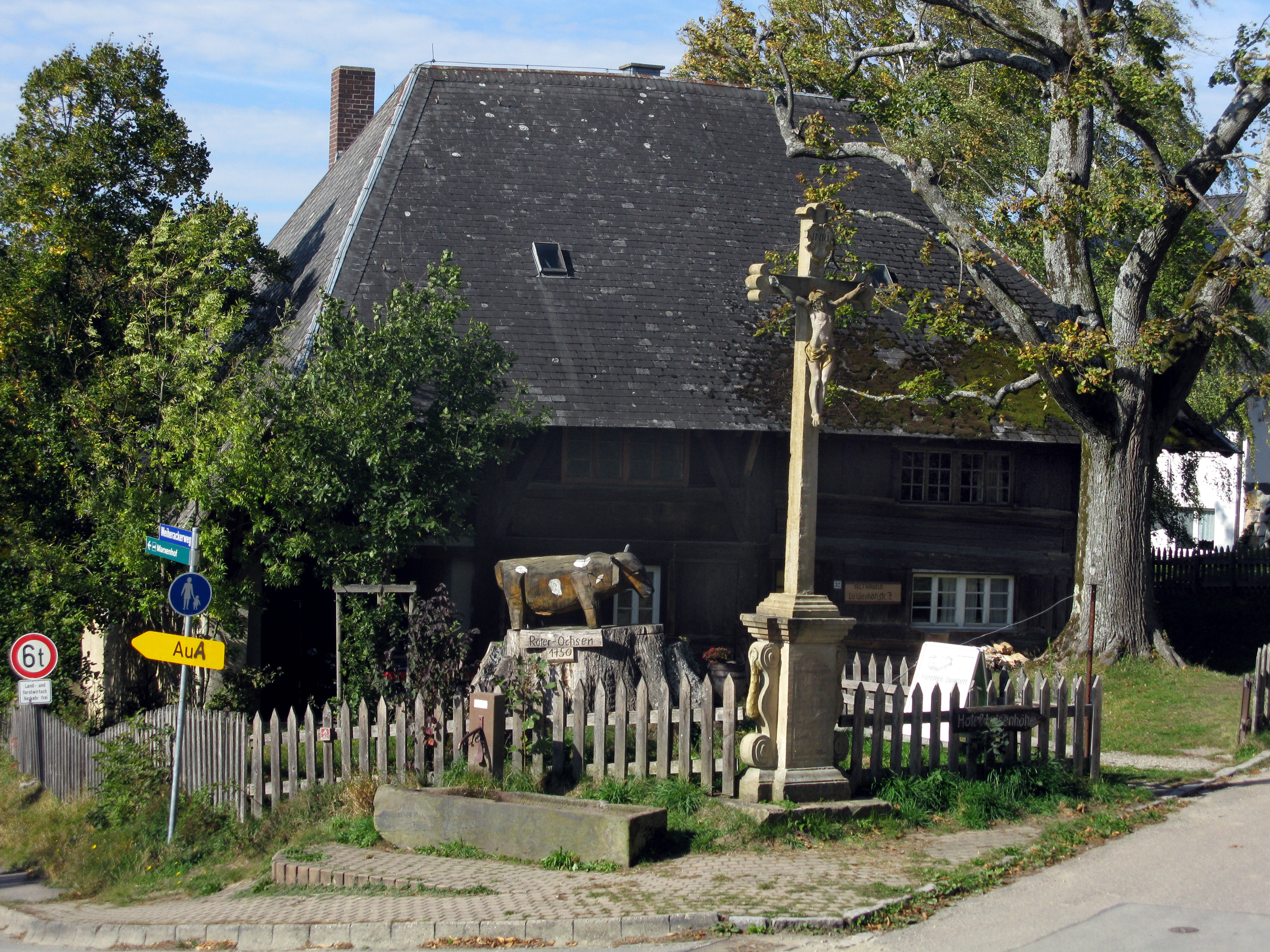
Althäusle mit Wegkreuz im Ortsteil Langackern
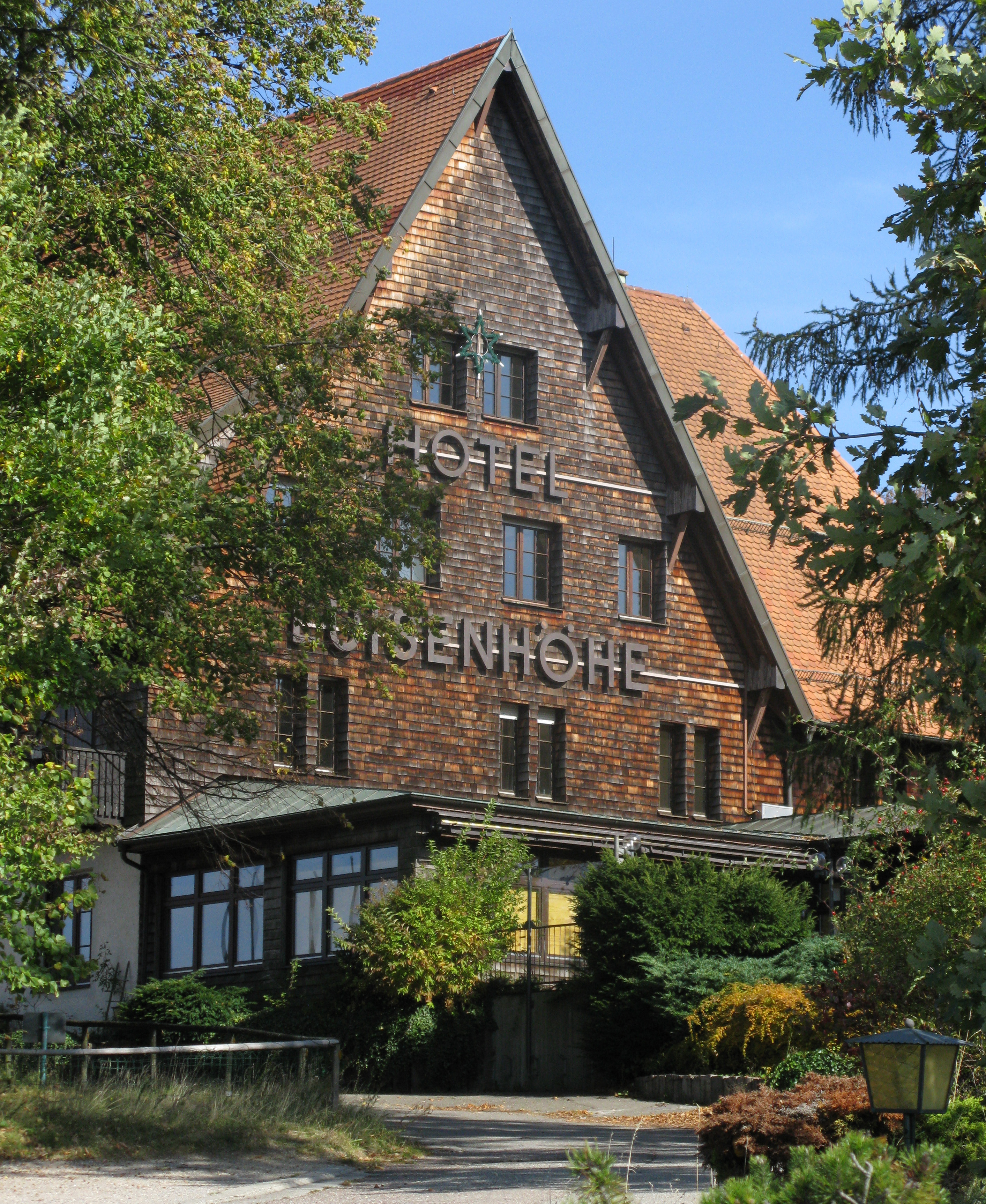
Das frühere Hotel Luisenhöhe im Ortsteil Langackern
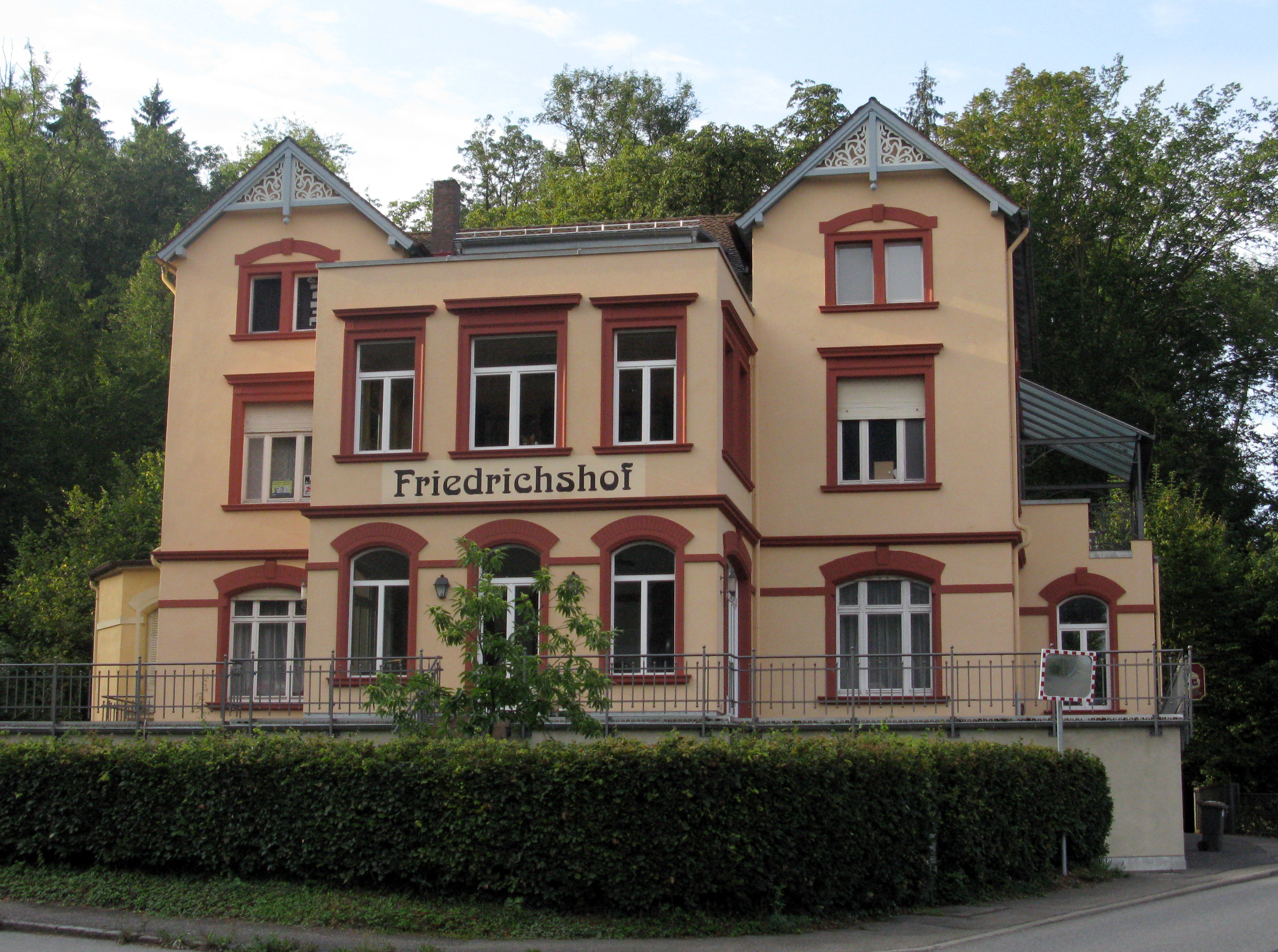
Friedrichshof im Ortsteil Bohrer
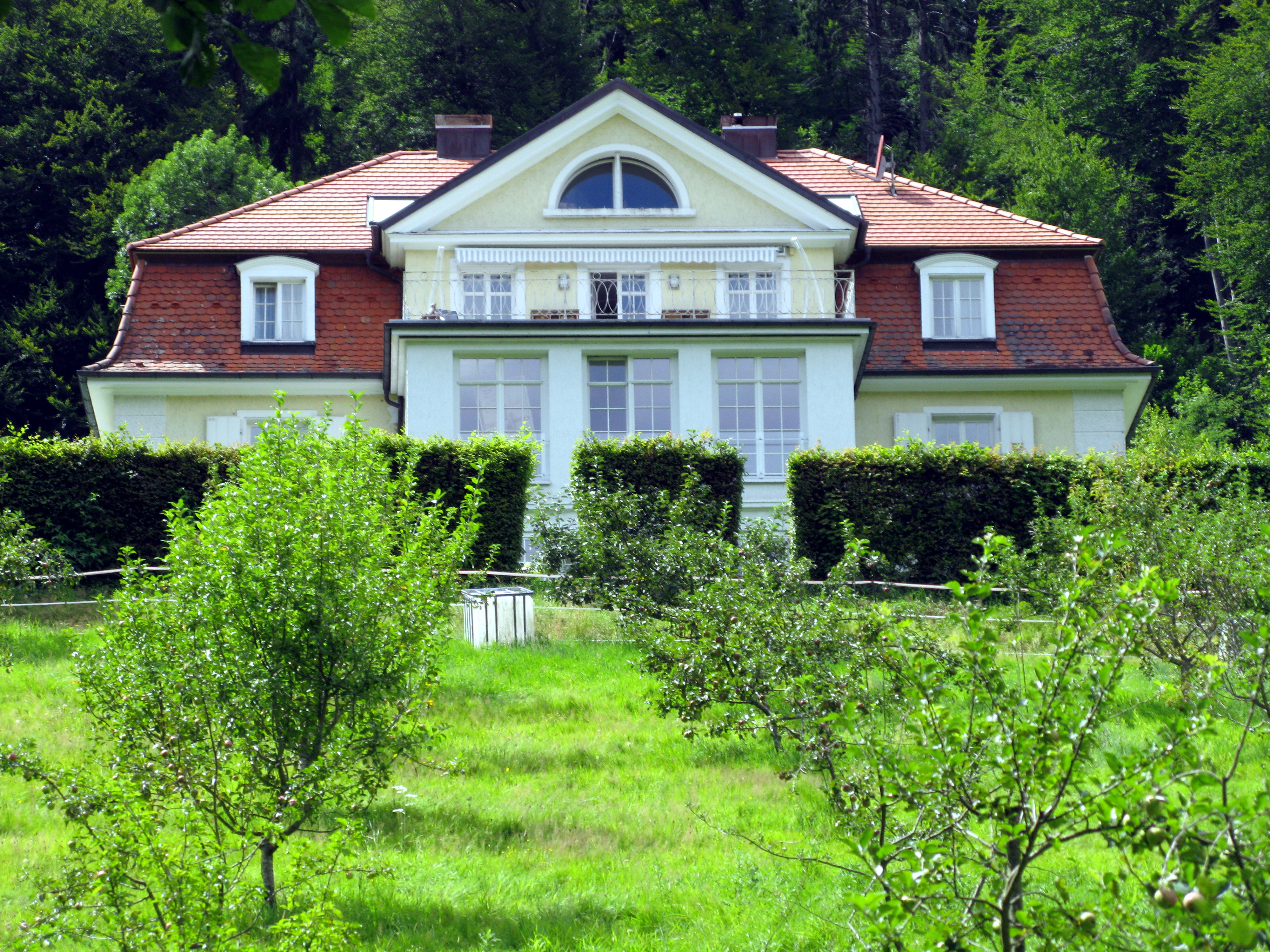
Villa Küchlin im Ortsteil Bohrer
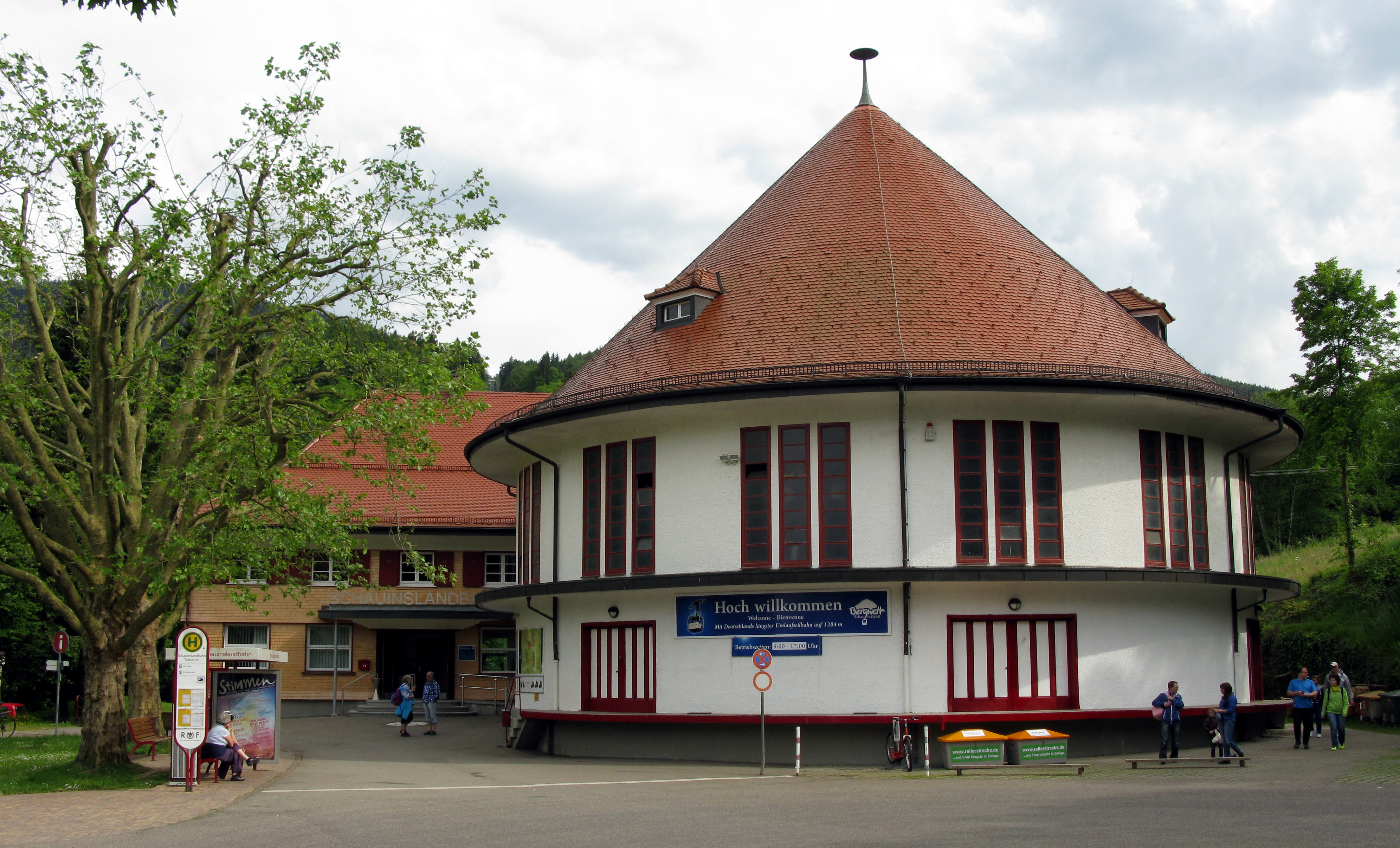
Talstation der Schauinslandbahn im Ortsteil Bohrer
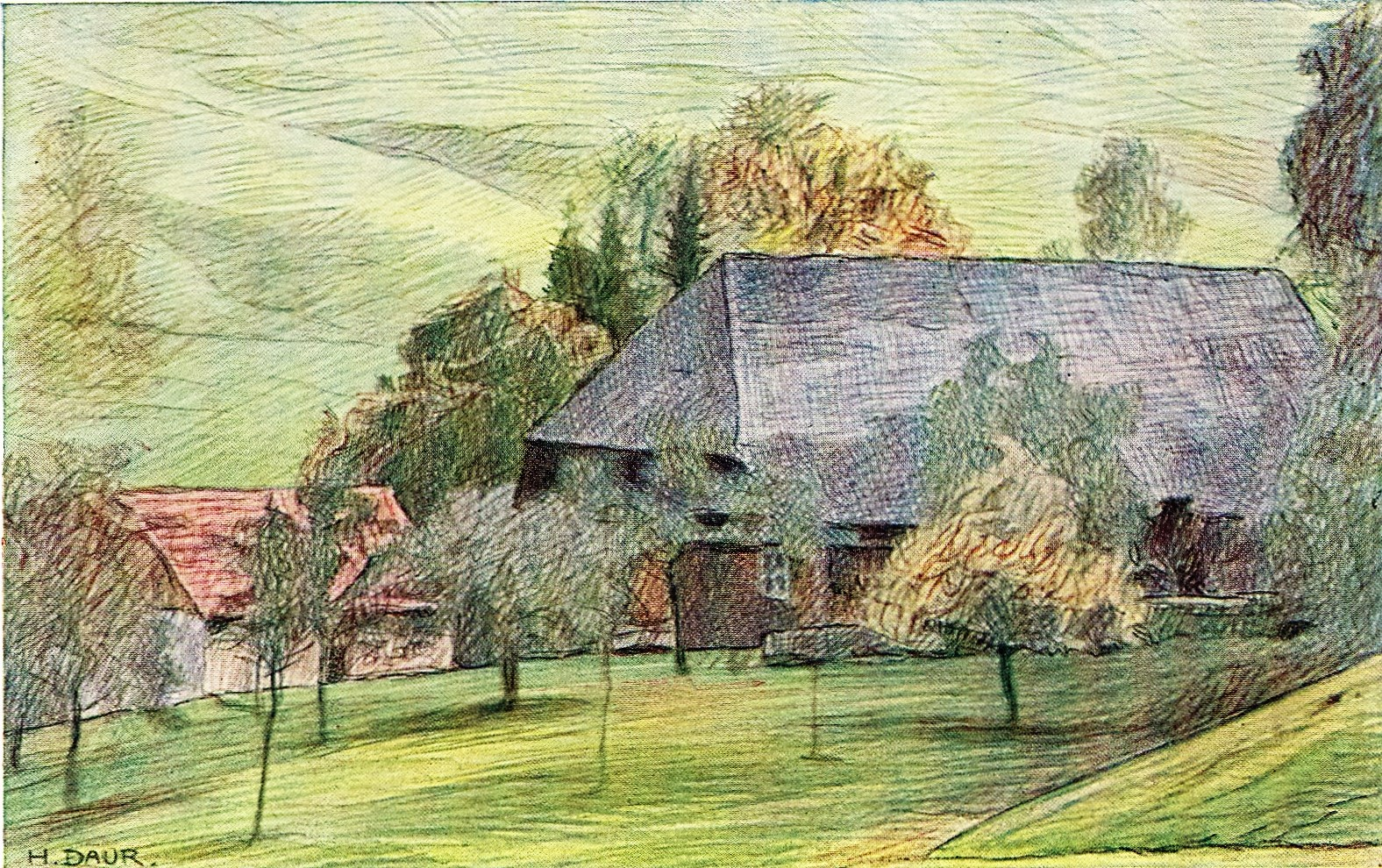
Schwarzwaldhof in Horben, Zeichnung von Hermann Daur 1913

## Wirtschaft
Traditionell ist Horben durch Land- und (wegen der großen umliegenden Waldgebiete) Forstwirtschaft geprägt – es gibt in Horben immer noch mehrere Haupterwerbs- und viele Nebenerwerbsbetriebe, die heute ihre Produkte teilweise direkt vermarkten und für die Allgemeinheit viele landschaftspflegerische Aufgaben wahrnehmen. Es gibt nur kleinere Handwerks-, Dienstleistungs- und kunstgewerbliche Betriebe im Ort, dagegen kein Gewerbegebiet.
Bedeutung hat zudem der Fremdenverkehr, der durch die Lage von Horben, durch überregional bekannte Hotels und Gasthöfe sowie durch zahlreiche Wohnungen für Ferien auf dem Bauernhof, angezogen wird. Der Tourismus wird auch durch die Zugehörigkeit zur Schwarzwaldregion Freiburg und zur Bergwelt Schauinsland, durch die Nähe zu der Touristenstadt Freiburg sowie des Elsass und der Schweiz begünstigt und durch den Verein Tourismus Horben betreut. Horben hat ein weitläufiges Netz von Fahr- und Wanderwegen. Es ist beliebt bei Wanderern und Mountainbikern. Im Bohrertal landen nach dem Start auf dem Schauinsland die Paraglider und Drachenflieger, auch die Downhill-Strecke vom Schauinsland endet hier. 2009 zählte das Dorf 25.000 Übernachtungen.

## Infrastruktur und Verkehr
Horben ist gut an die nur 8 km entfernte Stadt Freiburg angebunden, hat aber wegen der umgebenden Berge keinen Durchgangsverkehr. Nach Horben führt von Freiburg-Günterstal über die Landesstraße L 124 (Schauinslandstraße) die Kreisstraße K 4955, die Horben auch mit Au verbindet. Öffentliche Verkehrsmittel von und nach Horben (der Dorfplatz ist Endstation) sind die VAG-Buslinie 21 ab der Endhaltestelle der Straßenbahnlinie 2 in Freiburg-Günterstal über die Talstation der Schauinslandbahn. Seit 2019 stehen im Ort vier Mitfahrbänke. Für den Radverkehr ist Horben über einen Radweg entlang der L 124 mit Günterstal und dem übrigen Freiburger Radnetz verbunden. Durch das Katzental führt ein Radweg nach Au ins Hexental und von Bohrer oder über die Eduardshöhe ist der Schauinsland erreichbar.
Horben verfügt über eine Grundschule, einen katholischen Kindergarten und eine Gemeindehalle.

## Institutionen und Vereine
- In Horben ist der Sitz der überregional tätigen gemeinnützigen Stiftung Libertas per Veritatem[14][15]

- Horben pflegt das örtliche Brauchtum und hat ein reges Vereinsleben. Außer der Freiwilligen Feuerwehr gibt es einen Musikverein Harmonie, Schachclub, Tauziehclub, Skiclub, Turnverein, und die Narrenzunft Haibraingeister.

## Natur und Landschaft

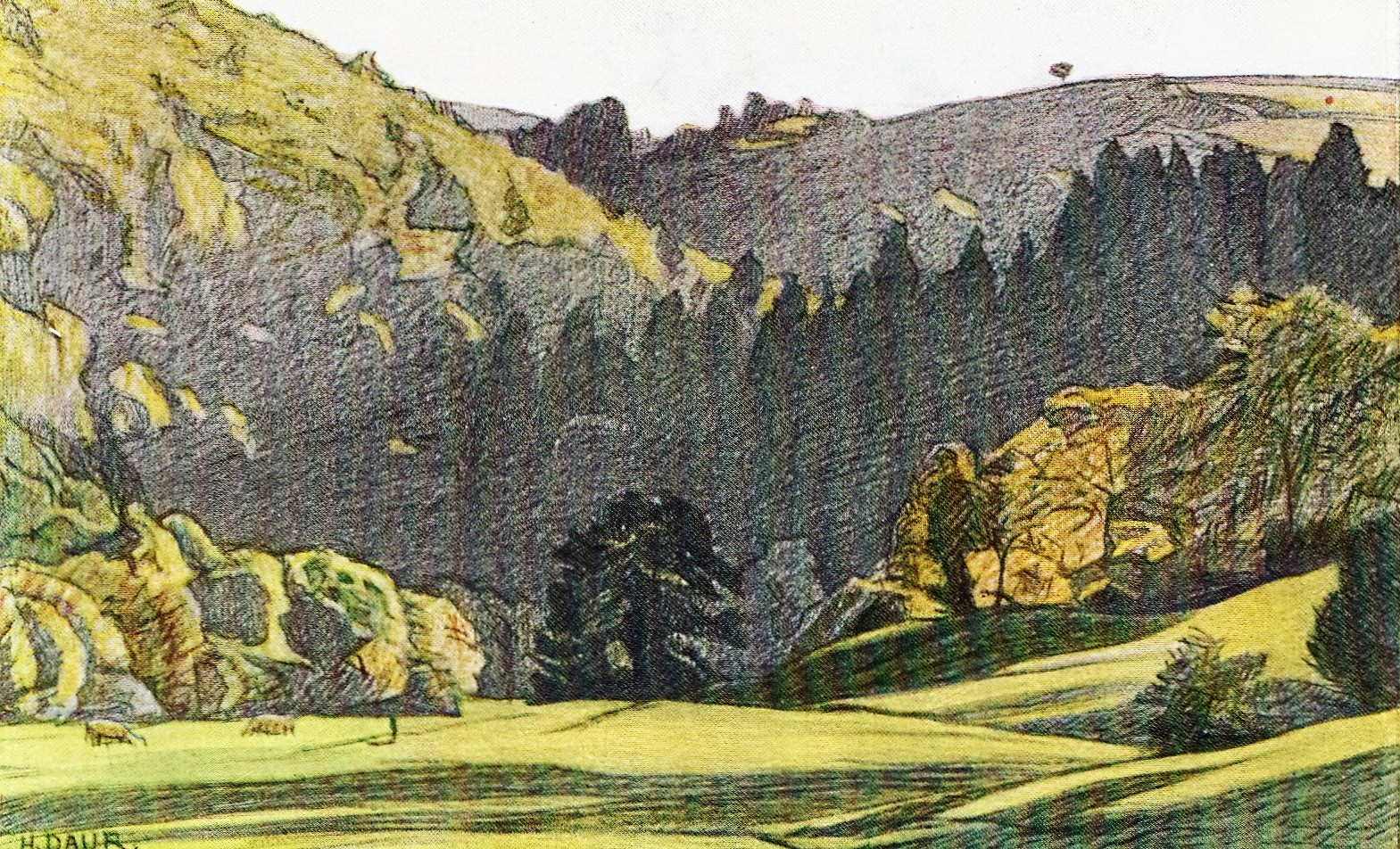
Hermann Daur: Küchlin'sches Gelände Bohrertal, Gemälde von 1913

Horben liegt im Biosphärengebiet Südschwarzwald, im Naturpark Südschwarzwald und inmitten des Landschaftsschutzgebietes Horben.

### Prominente über Horben
„Wie habe ich – mit Sehnsucht! bis zum Wahnsinn! – den Schwarzwald geliebt … Warum müssen wir abreisen? Es ist doch so schön hier! … Auf Wiedersehn, du, Wiese, und Kreuz an unserem Wege, Du Weg nach Horben … auf Wiedersehn, Ihr Kirschenbäume … der Bohrerbach, beidseitig von Weiden eingerahmt, kalt, aber geliebt, halb Fluß, halb Bach. Weil er so kalt ist, hat man uns strikt verboten, dort ins Wasser zu gehen; aber einmal haben wir doch dort in unseren Kleidern …“

„Günterstal ist das Paradies, das Bohrertal aber der Himmel der Breisgaumetropole Stadt Freiburg i.Br. …“

„Ringsumher sind lauter Hügel und Täler, Wege, Pfade, verzauberte Nadelwälder, Hänge blühender Sträucher, Wiesen. …“

### Bohrertal

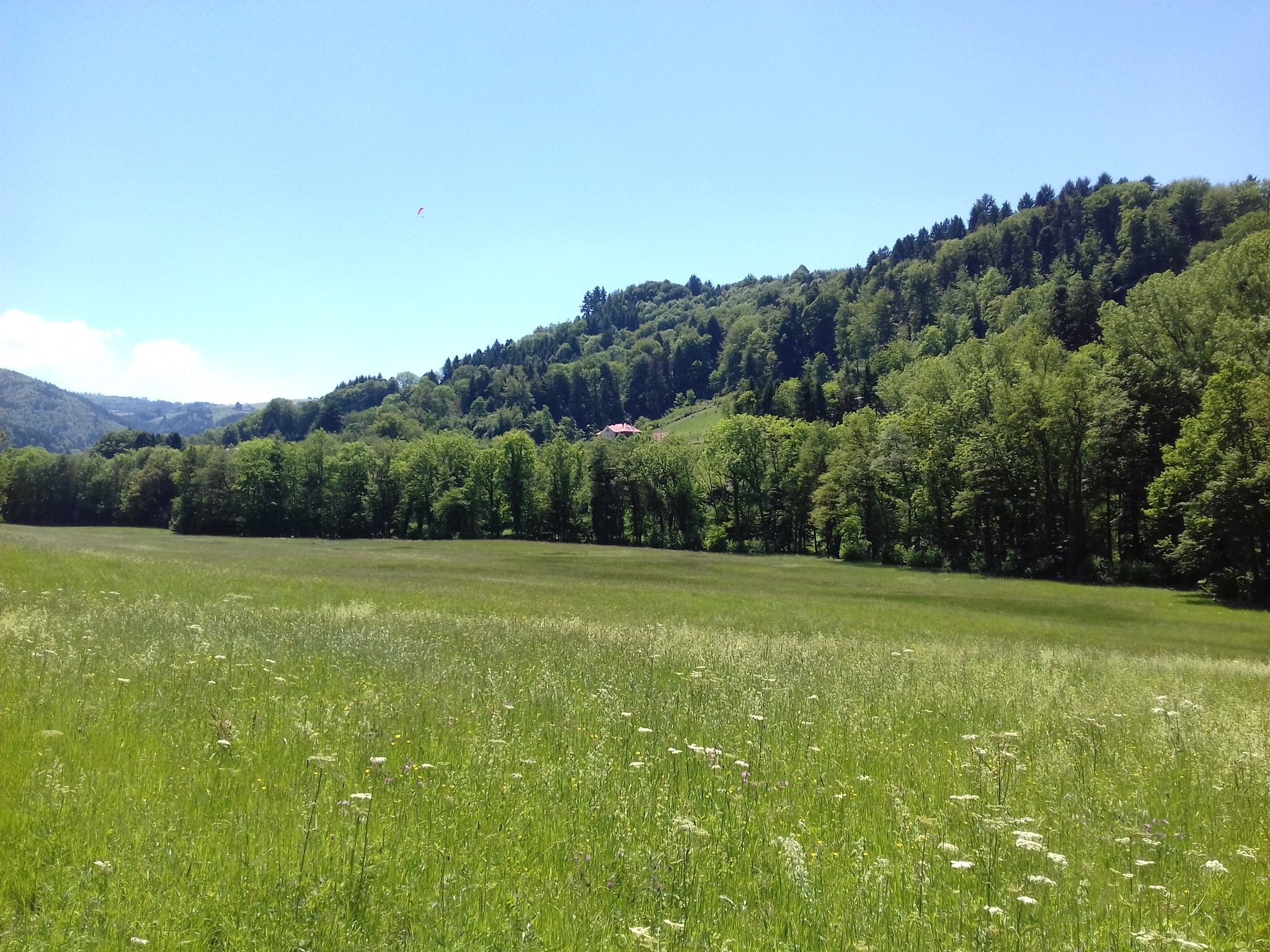
Horben, Bohrer-Tal mit Villa Küchlin 2017 vor dem Dammbau

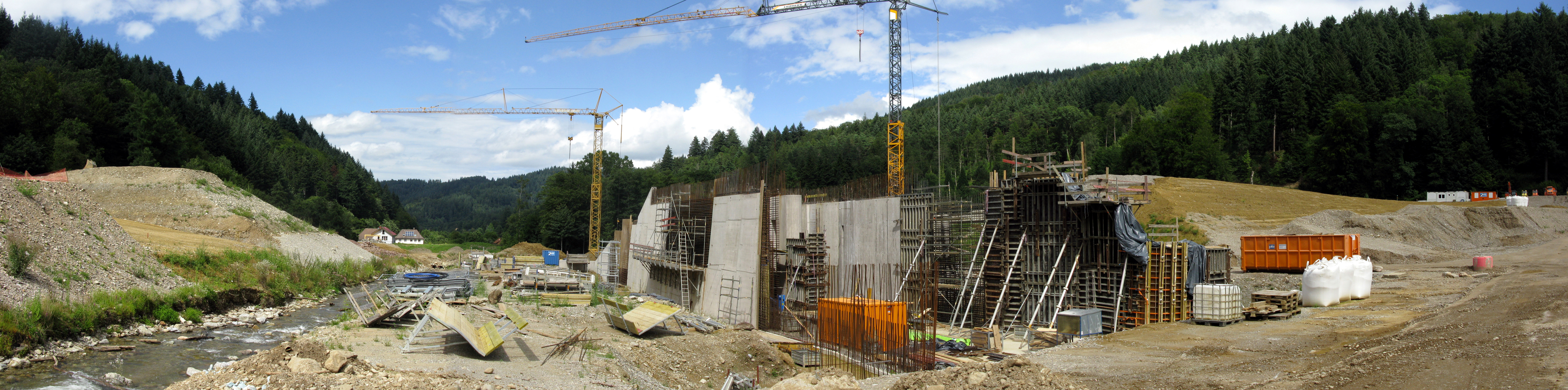
Bau des Bohrerdamms (August 2021)

Im Tal des Bohrerbachs wurde nach langen Planungen ab Februar 2020 ein 13,5 Meter hoher, 275 Meter langer und bis zu 80 Meter breiter Staudamm errichtet. Dieses Projekt des Hochwasserschutz im Bohrertal, einem Landschaftsschutzgebiet mit wertvollen Biotopen war nicht unumstritten. 
Im April 2023 wurde das Hochwasserrückhaltebecken Bohrertal fertiggestellt.
Die Hochwasserrückhaltebecken (HRB) Bohrertal und Breitmatte in Freiburg-Günterstal sollen die sich anschließenden Stadtteile Freiburgs vor Überflutungen schützen. Dazu wurde das HRB Breitmatte stark erweitert und im November 2022 wieder in Betrieb genommen.

## Persönlichkeiten
- Karl Küchlin (1864–1935), deutsch-schweizerischer Unternehmer, Theaterdirektor, Mäzen sowie Grundbesitzer in Horben
- Marina Zwetajewa (1892–1941), bedeutende russische Dichterin, verbrachte den Sommer 1904 mit ihren Eltern Iwan Wladimirowitsch Zwetajew, Gründer des Puschkin-Museums Moskau und Marija Aleksandrowna Meyn sowie Schwester Anastasija Zwetajewa im Gasthof Engel[20]
- Valentin Schweiger (1900–1990), Landtagsabgeordneter (SPD), 1969–75 Bürgermeister von Horben
- Bernd Martin (* 1940), Historiker und ehemaliger Gemeinderat in Horben
- Gundolf Fleischer (* 1943), Jurist und Politiker (CDU), Staatssekretär a. D. der Landesregierung von Baden-Württemberg und Präsident des Badischen Sportbundes
- Hortense von Gelmini (* 1947), Orchesterdirigentin, Malerin, Schriftstellerin
- Wilderich von Droste zu Hülshoff (* 1948), Jurist, Autor und Stiftungsvorstand